# تزاحم الجزيئات الضخمة

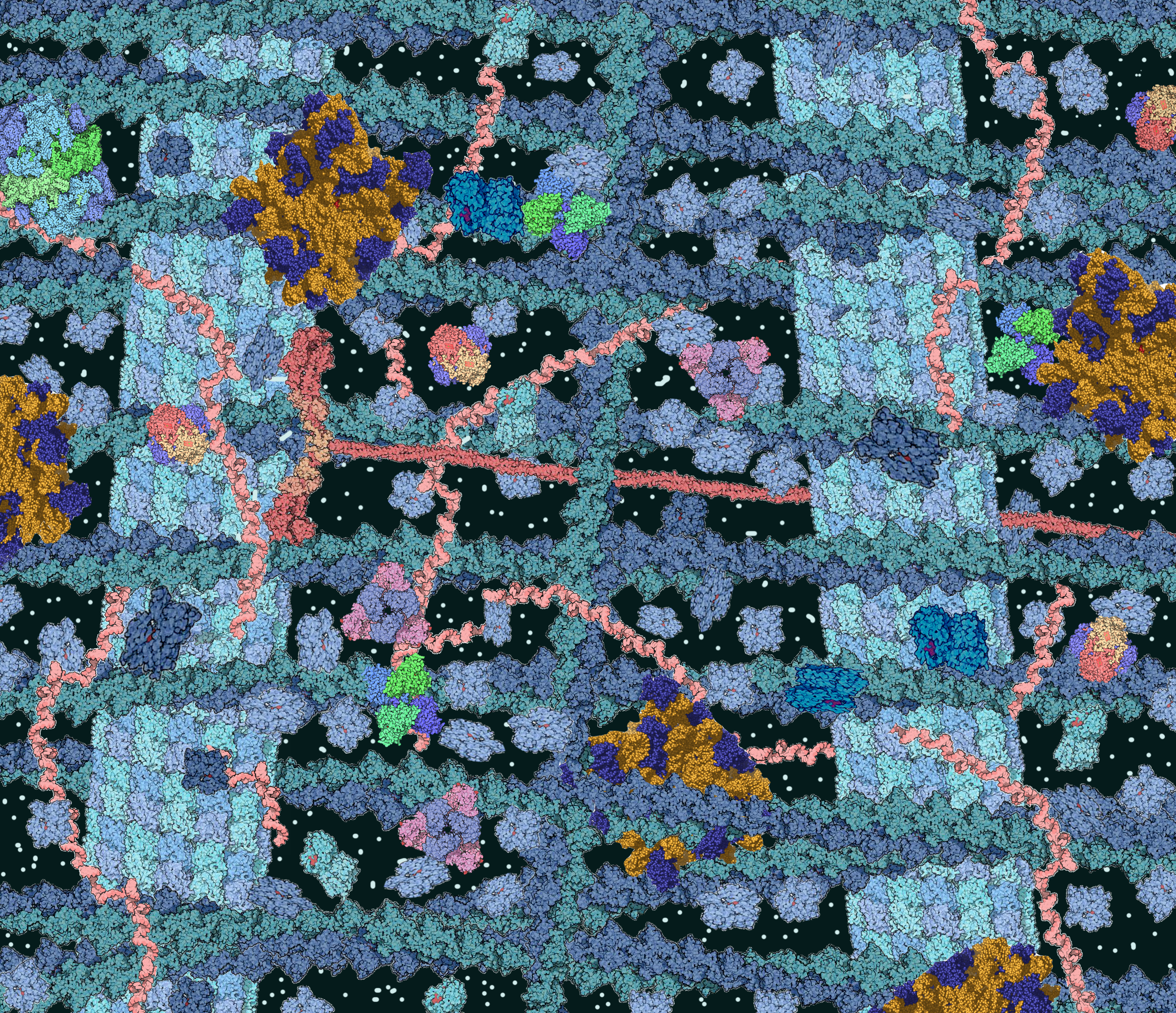
العُصارة الخَلوية هي محلول مُتزاحِم من الجزيئات مُختلفة الأنواع والتي تملئ مُعظم حجم الخلايا.

تزاحم الجزيئات الضخمة أو رصص الجزيئات الضخمة (بالإنجليزية: Macromolecular crowding)‏ هي ظاهرة تُغير خصائص الجزيئات في المحلول عند وجود تركيزٍ عالٍ من الجزيئات الضخمة مثل البروتينات. تحدث هذه الظاهرة تلقائيًا في الخلايا الحية، مثلًا تحتوي العصارة الخلوية للإشريكية القولونية على حوالي 300-400 ملغ/مل من الجزيئات الضخمة. يحدث هذا التزاحم نتيجةً لوجود تركيزاتٍ عالية من الجزيئات الضخمة والتي تقلل من حجم المُذيب المتاح للجزيئات الأخرى في المحلول، وبالتالي يؤدي إلى زيادة التركيز الفعال.